# La Roque-sur-Cèze
La Roque-sur-Cèze este o comună în departamentul Gard din sudul Franței. În 2009 avea o populație de 173 de locuitori.

## Evoluția populației
| An        | 1975 | 1982 | 1990 | 1999 | 2006 | 2009 |
| --------- | ---- | ---- | ---- | ---- | ---- | ---- |
| Populație | 104  | 133  | 153  | 194  | 180  | 173  |